# François de Bourbon, comte d’Enghien

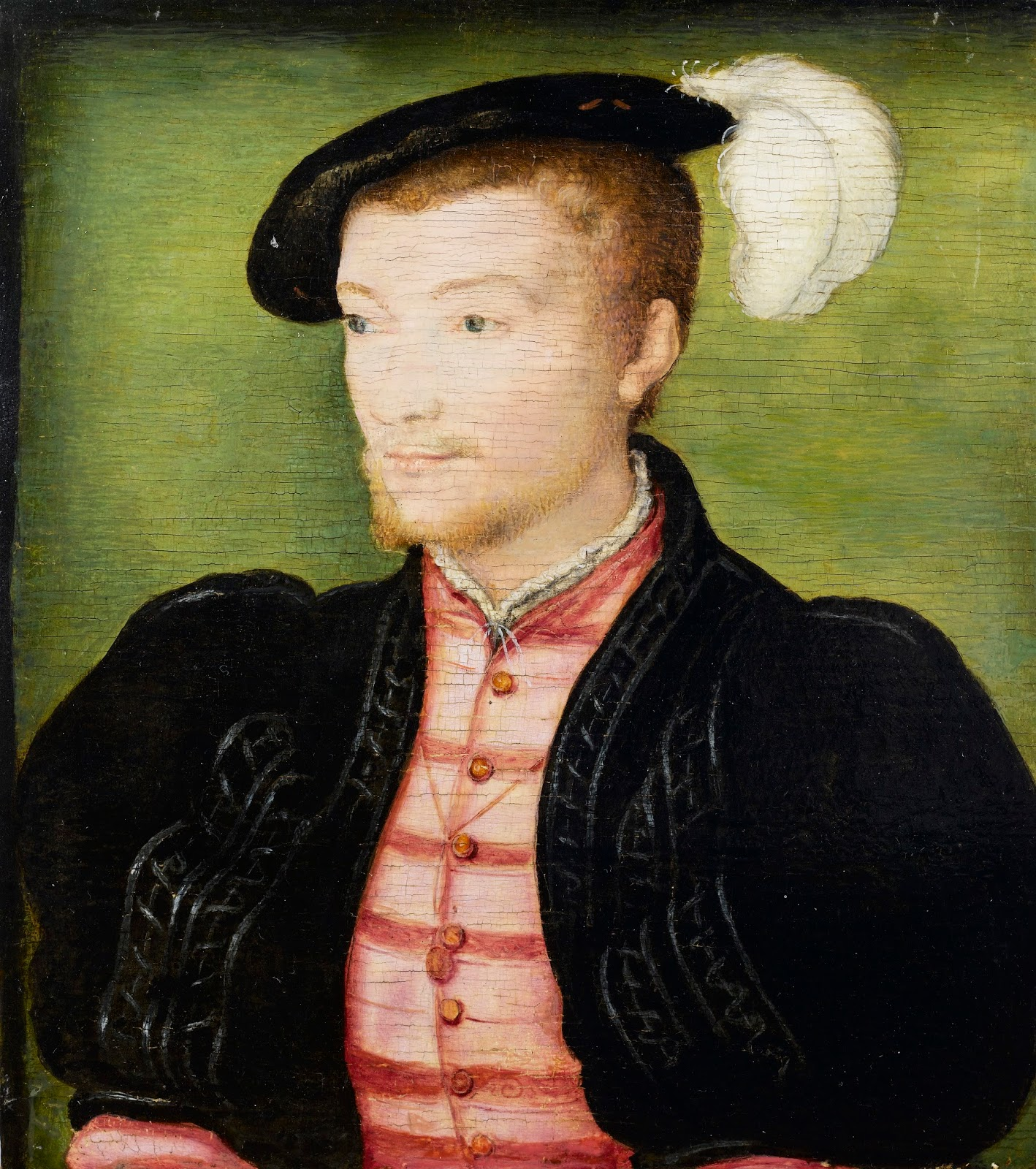
François de Bourbon, comte d’Enghien, 1540er Jahre

François de Bourbon, comte d’Enghien (* 23. September 1519; † 23. Februar 1546 in La Roche-Guyon) war ein französischer Prinz von Geblüt aus dem Haus Bourbon und Feldherr.
Er war ein jüngerer Sohn des Charles de Bourbon, duc de Vendôme, und der Françoise d’Alençon. Aus dem Erbe seines Vaters erhielt er die Grafschaft Enghien.
Von König Franz I. wurde er 1542 in den italienischen Kriegen gegen Habsburg zum Befehlshaber einer Armee ernannt. Seine Truppen führte er 1543 zur Belagerung von Nizza und siegte im Jahr darauf gegen ein kaiserlich-spanisches Heer in der Schlacht von Ceresole. Er starb im Alter von 26 Jahren auf dem Schloss La Roche-Guyon, nachdem eine schwere Truhe auf ihn gefallen war.